# Космос-1510
Космос-1510 је један од преко 2400 совјетских вјештачких сателита лансираних у оквиру програма Космос.
Космос-1510 је лансиран са космодрома Плесецк, СССР, 24. новембра 1983. Ракета-носач Циклон-3 је поставила сателит у орбиту око планете Земље. Маса сателита при лансирању је износила 1500 килограма. Космос-1510 је био геодетски сателит.